# アイザック・ヴァリアン

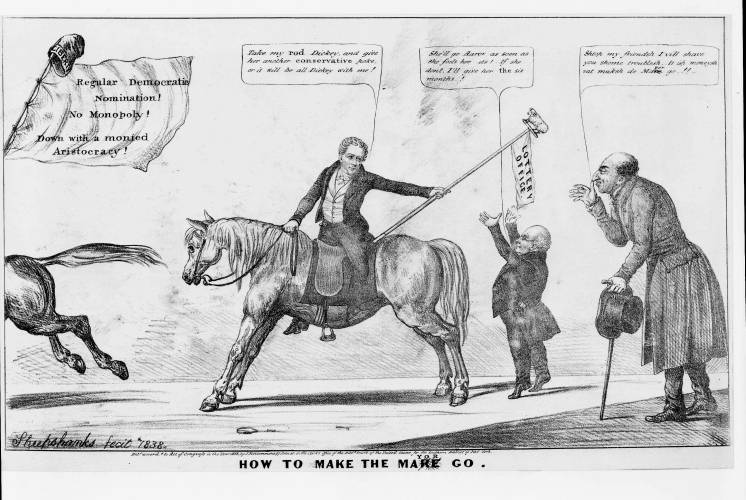
1838年の風刺画。 "How to Make the Mare Mayor Go"。バリアン(左)とクラーク(馬上)を描く。ユダヤ人（右）が市長となる為の資金を提示している。

アイザック・レゲット・ヴァリアン (Isaac Leggett Varian、1793年6月25日 – 1864年8月10日)はアメリカの政治家。

## 政治
ニューヨークで生まれた。著名な民主党員であり、また1835年から1842年までタマニー・ホール指導者であった。1831年から1833年までニューヨーク州議会議員、1839年から1841年までニューヨーク市長、1842年から1845年ニューヨーク州上院議員を務めた。
タマニー・ホールの指導者として活躍し、Locofocosの復帰や、1837年市長選でのホイッグ党への敗北などを経験した。
1838年に市長に立候補するも、大規模な詐欺や脅迫の疑いを持たれていたホイッグ党のアーロン・クラークに519票差で敗れた。翌1839年、露骨な不正選挙行為にもかかわらず、1067票差でクラークを破った。1期目で、有権者登録義務化法案を可決し、選挙違反を困難にした。

## 家族
1811年、キャサリン・ホッパー・デューセンバリー(1789–1870)と結婚した。

### 子供
- アンドリュー・ホッパー (1812–1826)
- タマル・レティシア (b. 1813)
- アイザック (1815–1816)
- マチルダ・キャンベル (b. 1817)
- メアリー・エリザベス (1819–1868)
- アイザック (b. 1823)
- キャサリン・エメライン (b. 1826)
  - ジェイコブ・ハーセン (双子) (b. 1828)
  - ハンナ (双子) (1828–1830)

1845年に政治家を辞め、ピークスキルに引退した。1864年に同地で亡くなり、ニューヨーク市マーブル墓地に埋葬された。

## バレンタイン・バリアン邸
バレンタイン・バリアン邸(1758)はブロンクス区に建つ歴史的農家で、ニューヨーク州からボストンへの道沿いに建っている。1791年から1905年までバリアン家が所有し、現在博物館となっている。周辺の公園や小学校の名はバリアンに因む。